# Nerijus
Nerijus ist ein litauischer männlicher Vorname, abgeleitet von Neris. Die weibliche Form ist Nerija.

## Personen
- Nerijus Cesiulis (* 1981), Politiker, Bürgermeister von Alytus
- Nerijus Eidukevičius (* 1970), Manager und Politiker, Vizewirtschaftsminister
- Nerijus Numavičius (* 1967), Unternehmer, Investor und Manager, Präsident von VP Grupė
- Nerijus Radžius (* 1976), Fußballspieler
- Nerijus Zabarauskas (* 1971), Basketballtrainer
- Nerijus Vasiliauskas (* 1977), Fußballspieler